# Law of the Barbary Coast
Law of the Barbary Coast è un film del 1949 diretto da Lew Landers.
È un film drammatico a sfondo poliziesco statunitense ambientato a San Francisco negli anni 1880 con Gloria Henry, Stephen Dunne e Adele Jergens.

## Produzione
Il film, diretto da Lew Landers su una sceneggiatura di Robert Libott e Frank Burt, fu prodotto da Wallace MacDonald per la Columbia Pictures e girato dal 26 luglio al 4 agosto 1948.

## Distribuzione
Il film fu distribuito negli Stati Uniti dal 21 luglio 1949 al cinema dalla Columbia Pictures.
Altre distribuzioni:
- in Finlandia il 29 settembre 1950 (Rosvorannikon laki)
- in Brasile (Costa Bárbara)